# Нойербург (замок, Рейнланд-Пфальц)
Нойербург (нем. Neuerburg) — средневековый замок в западной части региона Айфель. Комплекс построен в длине реки Энц над городом Нойербург в районе [Айфель-Битбург-Прюм (район)|Айфель-Битбург-Прюм] в земле Рейнланд-Пфальц, Германия. После реконструкции, которая проводилась во второй половине 1920-х годов, замок используется как особый вид молодёжного хостела (Югендбург).

## История

### Ранний период
Первым упоминанием о замке можно считать документ 1132 года. Тогда речь шла о дворянине Теодорихе цу Нойербург и его пожертвованиях церкви. Получается что в 1132 году укрепление Нойербург на высоком холме в долине реки Энц уже существовало. 
Следующий документ с упоминанием замка относится уже к 1270 году. Но правители графства Вианден при этом сообщают, что принадлежащий им как сюзеренам замок Нойербург — очень старая часть их феодальных владений. А также поясняют, что замок получен их предками в дар от графов Люксембурга.
Есть ещё один старинный документ, который иногда считают первым упоминанием Нойербурга. В повествовании о вторжении викингов в Рейнланд в 892 есть в числе прочего речь идёт о том, где монахи из аббатства Прюм нашли убежище в недавно построенном замке. Однако допустимо, что это могло быть какое-то другое укреплённое место в регионе Айфель.
Со временем разрослось поселение, возникшее у стен замка. Его также стали называть Нойербург. В 1332 году оно получило права города. В том же году умер Фридрих III фон Нойербург, последний представитель пресёкшегося рода, владевшего замком. В последующие десятилетия крепость несколько раз переходила из рук в руки.

### XVI-XVIII века
Значительные работы по расширению и усилению крепости были предприняты между 1513 и 1540 годами по распоряжению графа Дитриха IV фон Мандершайд-Бланкенхаймом, который принадлежал к боковой ветви влиятельного графского рода фон Мандершайд. Его потомки оставались владельцами Нойербурга вплоть до конца XVIII века. Со временем они превратили замок в роскошную резиденцию.
Особое значение Нойербурга как крепости расположенной в стратегически важном месте стало очевидно в годы Тридцатилетней войны, длившейся с 1618 по 1648 год. Владельцы сумели хорошо подготовиться к боевым действиям. Была отремонтирована система укреплений, а в арсенале накопили большое количество оружия и боеприпасов. Всё это позволило успешно защищаться от шведских, голландских и французских войск. Правда присланные на подмогу люксембургские отряды доставляли больше проблем, чем помогали при обороне. На определённом этапе гарнизон, нанятый графами фон Мандершайд-Бланкенхаймом, должен был защищаться уже от люксембуржцев. С большим трудом удалось предотвратить мародёрство и разграбление замка своими же соотечественниками.
В последующие десятилетия войны вооружённые конфликты случались неоднократно. Самыми крупными стали Война Аугсбургской лиги и Голландская Война. Владельцы Нойербурга смогли провести модернизацию крепости. Гарнизон долгое время успешно защищался. Но в ходе неоднократных осад укреплениям были серьёзно повреждены. Самым тяжёлым стал 1692 год. Французы смогли полностью разрушить часть фортификационных сооружений. Некоторые из них были восстановлены к 1701 году. Но в своём прежнем великолепии Нойребург так и не возродился. 
В 1794 году, после начала Великой французской революции регион Айфель был захвачен французами. Новые власти решили использовать Нойербург как важную крепость. Здесь не только разместили французский гарнизон, но и начали реконструкцию прежних фортификационных сооружений. В частности были построены новые бастионы, предназначенные для ведения артиллерийского огня. Особенно примечателен переход от прежних круглых бастионов (юго-западный бастион) к многоугольным бастионам (северный бастион). В ходе этих строительных работ толщина стен была серьёзно увеличена и достигла в некоторых местах 5,5 метра. По сути Нойребург превратился в самую современную для конца XVIII века крепость. Одновременно внутри было построено ещё одно жилое здание.

### XIX-XX века

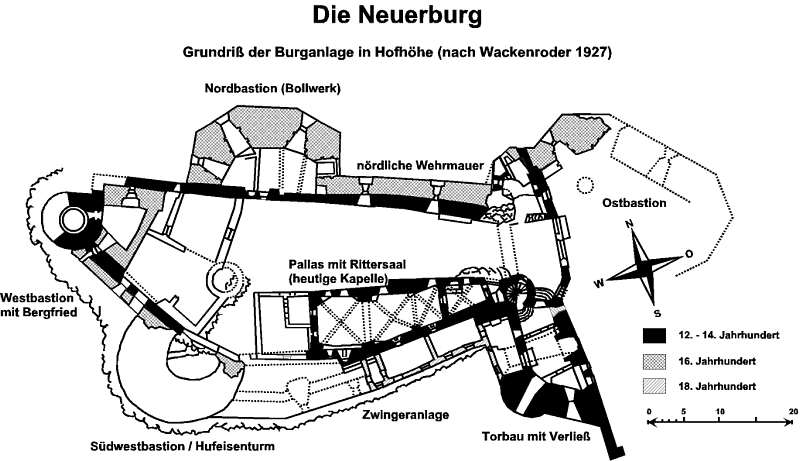
Схема замка

Несмотря на мощные укрепления в ходе Наполеоновских войн замок пришёл в упадок. От былой роскоши не осталось и следа. Дошло до того, что Нойербург решили продать с аукциона. Ещё одним драматическим событием в судьбе замка стал большой городской пожар в 1818 году. После него местные власти решили использовать кирпичи, камни и другие фрагменты крепости как стройматериалы для восстановления жилых зданий. Замок превратился в руины и по факту стал каменоломней.
В середине XIX замок перешел в муниципальную собственность. Его частично отремонтировали и стали использовать в различных утилитарных целях. Здесь размещалась богадельня, архив и тюрьма. После Первой мировой войны замок вновь оказался заброшен.
В 1926 году замок был официально приобретён федеральным правительством Германии. Власти восстановили часть зданий. При этом произошла радикальная реконструкция прежнего здания главной графской резиденции. В частности появился новый этаж между прежним первым и вторым этажами. А вскоре замок Нойербург был преобразован в молодёжное общежитие. Здесь же проходили учебные занятия.

## Современное состояние
Замок находится в ведении организации Bund Neudeutschland, которая в настоящее время имеет штаб-квартиру в Кёльне. D Нойребурге находится молодёжный хостел. Администрированием занимается семья Крумп. Внутренний двор, часовня и руины прежних бастионов доступны для свободного посещения.

## Галерея

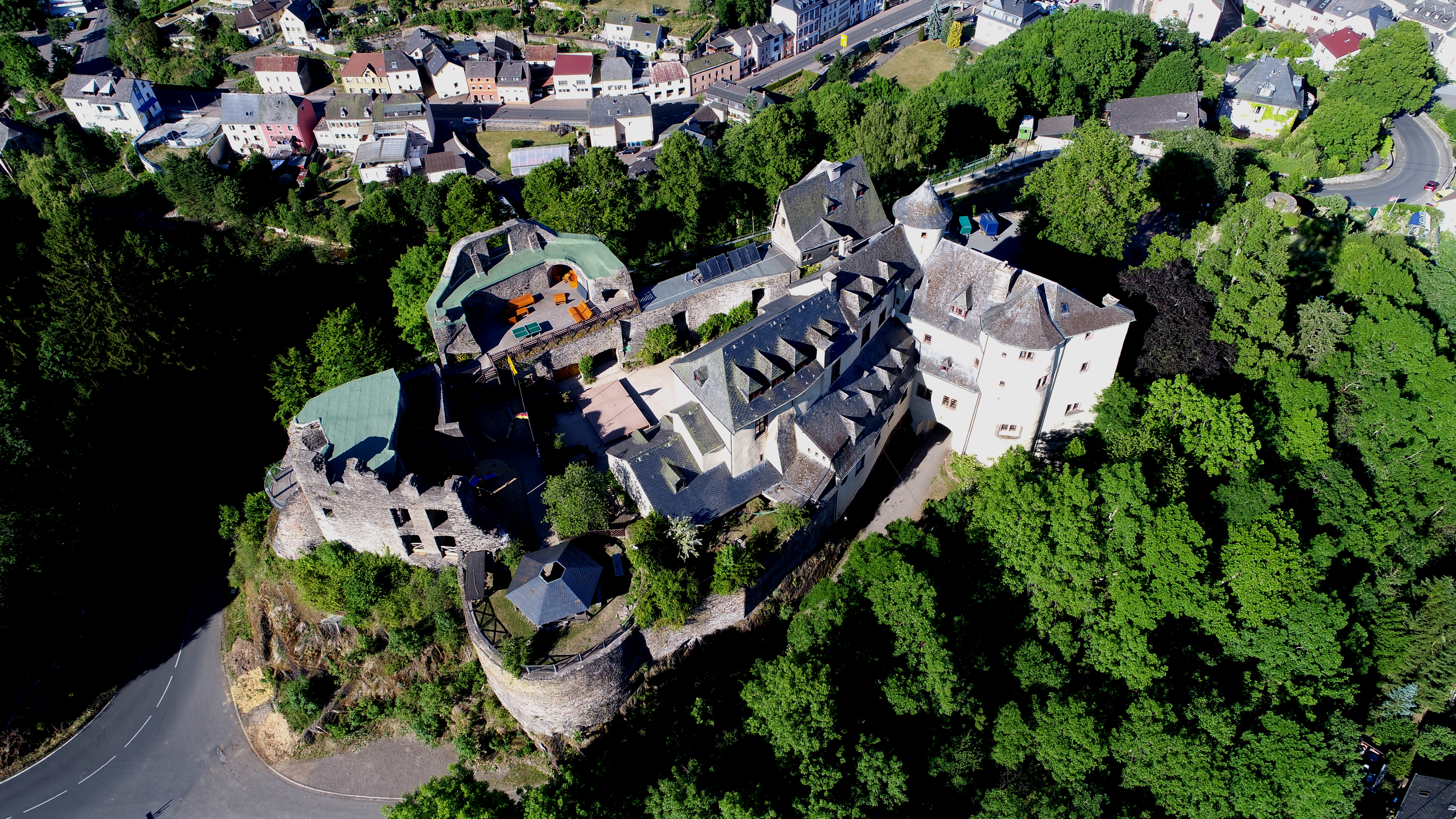
Вид замка с высоты птичьего полёта
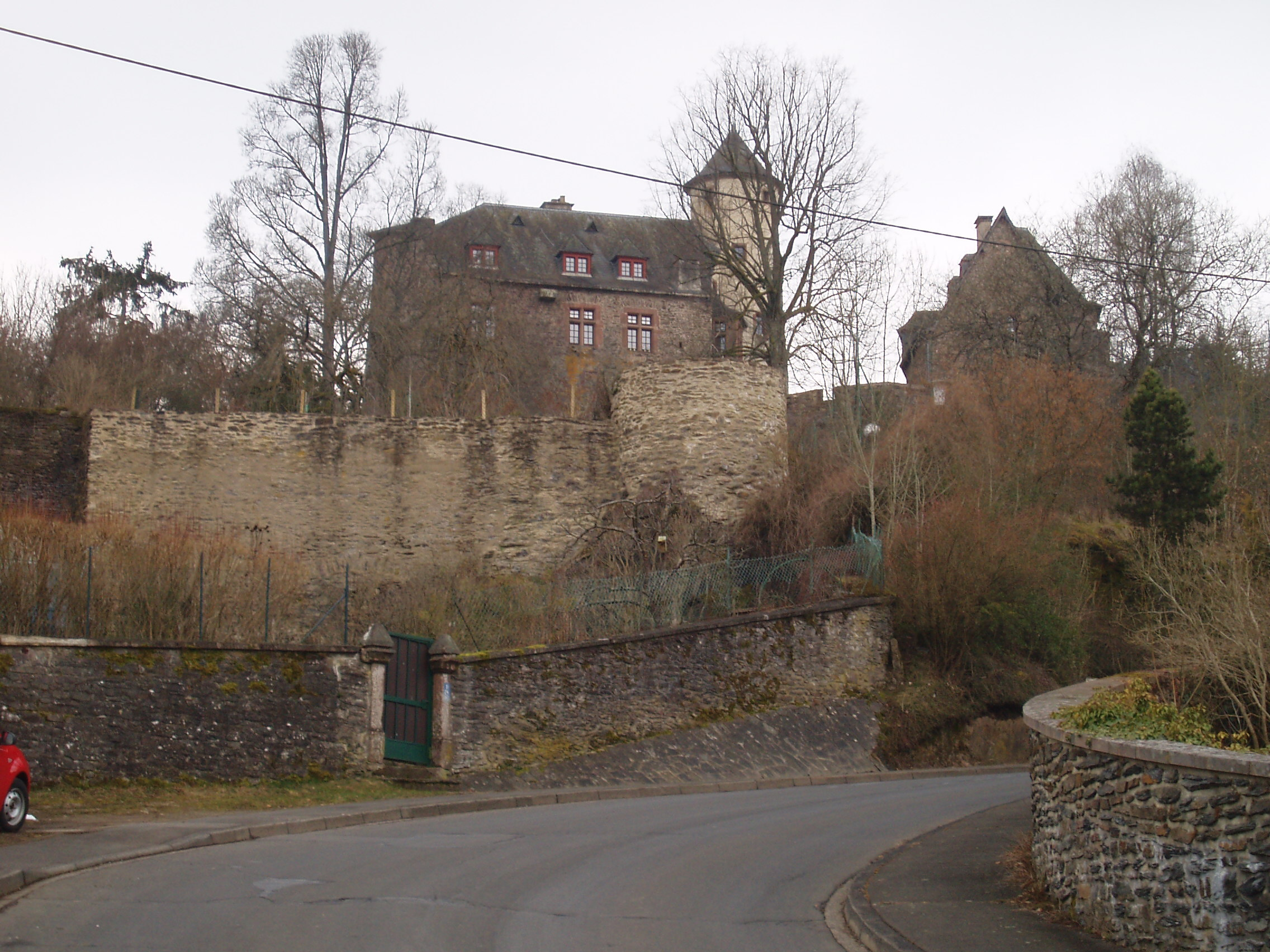
Старинные стены замка
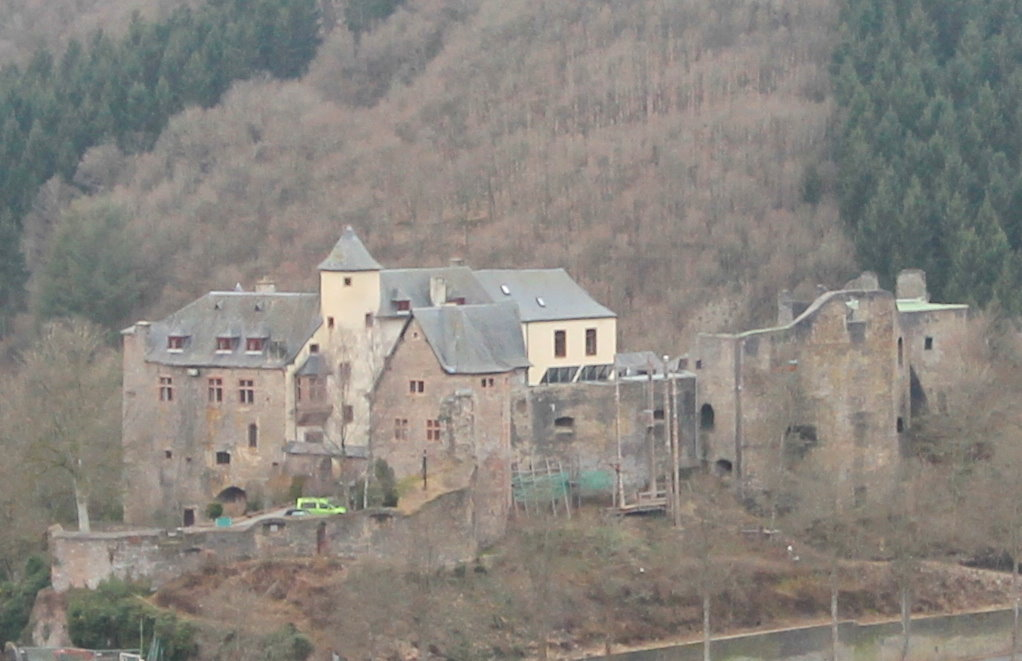
Вид замка с соседнего холма
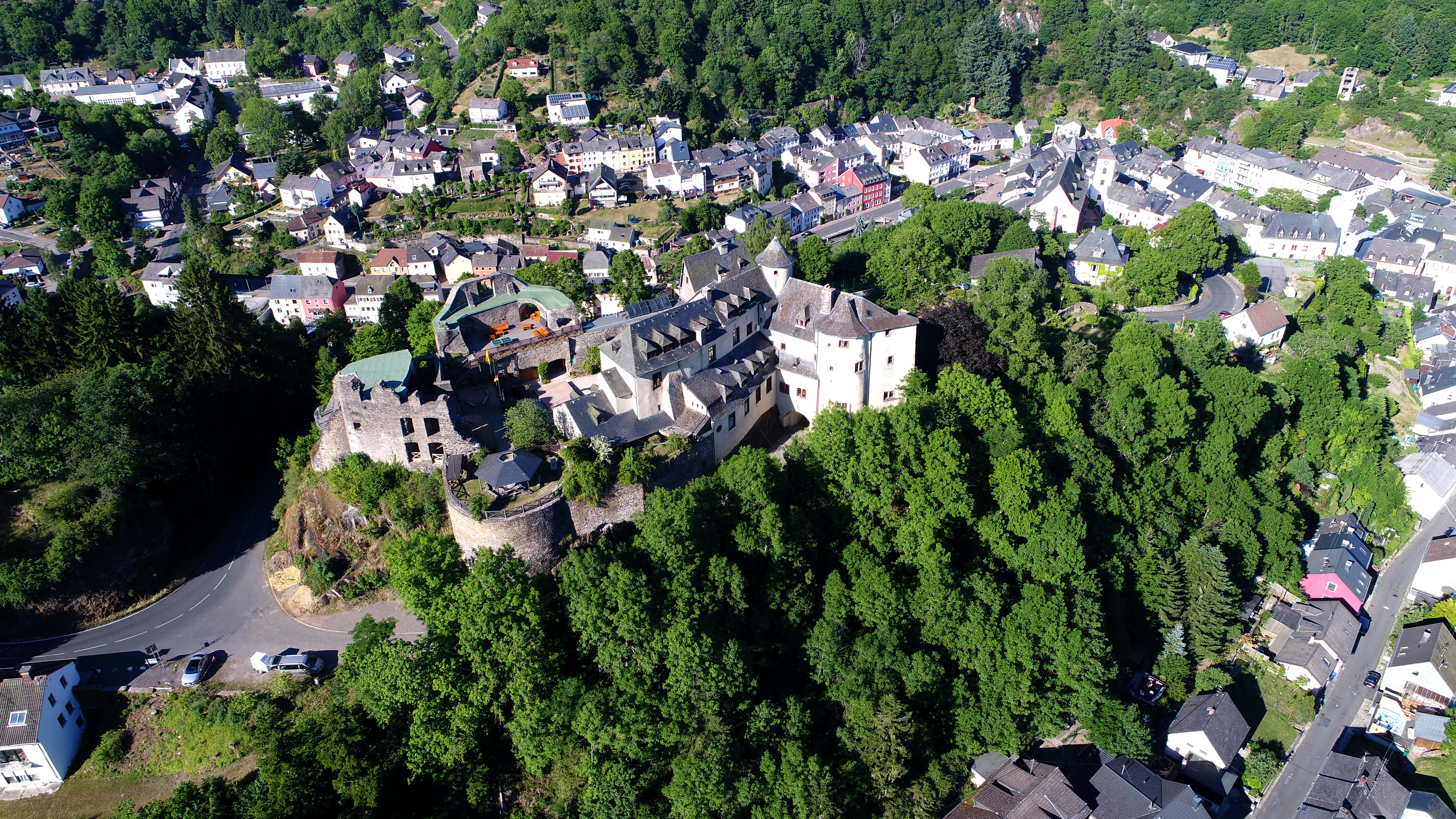
Замок и расположенный внизу одноимённый город